# Unstoppable Momentum
| Críticas profissionais     | Críticas profissionais |
| Avaliações da crítica      | Avaliações da crítica  |
| Fonte                      | Avaliação              |
| -------------------------- | ---------------------- |
| Premier Guitar             | [ 2 ]                  |
| Allmusic                   | [ 3 ]                  |
| Liverpool Sound and Vision | [ 4 ]                  |
| Ultimate Classic Rock      | [ 5 ]                  |

Unstoppable Momentum é o 14o álbum de estúdio do guitarrista virtuoso estadunidense Joe Satriani. Foi lançado no dia 07 de Maio de 2013, com o selo Epic Records.
A versão deluxe do álbum vinha juntamente com um livro de 98 páginas chamado "Joe's Art 2013 - Joe Satriani Book One", que contém desenhos, rabiscos, e esboços feitos pelo músico.

## Pré-Lançamento
Os fãs foram incentivados a adquirir antecipadamente o álbum via Sony Music e via loja do site do próprio músico. A compra sendo feita de forma antecipada pela loja da Epic Records, o comprador ganha cópias autografadas do álbum com camisetas exclusivas e alças de guitarra do Satriani. Em caso de compra no "Satriani.com", o comprador recebeu um livro exclusivo e inédito trazendo desenhos, rascunhos e esboços que Satriani fez ao longo dos anos.
Além disso, o álbum pôde ser conferido na íntegra, antes de seu lançamento, exclusivamente no Listening Booth do "MSN Music"

## O Álbum

### Faixas
Todas as músicas foram compostas por Joe Satriani.
| N.º            | Título                           | Duração |  |
| 1.             | "Unstoppable Momentum"           | 5.14    |  |
| 2.             | "Can't Go Back"                  | 3.59    |  |
| 3.             | "Lies and Truths"                | 4.45    |  |
| 4.             | "Three Sheets to the Wind"       | 3.22    |  |
| 5.             | "I'll Put a Stone in Your Cairn" | 1.43    |  |
| 6.             | "A Door into Summer"             | 4.16    |  |
| 7.             | "Shine On American Dreamer"      | 4.46    |  |
| 8.             | "Jumpin' In"                     | 5.11    |  |
| 9.             | "Jumpin' Out"                    | 3.52    |  |
| 10.            | "The Weight of the World"        | 5.07    |  |
| 11.            | "A Celebration"                  | 2.47    |  |
| Duração total: | Duração total:                   | 44:58   |  |

### Créditos
- Joe Satriani – guitarras, produtor[9]
- Mike Keneally – teclados[10]
- Vinnie Colaiuta – bateria[10]
- Chris Chaney – baixo[10]
- Mike Fraser – engenheiro, produtor[10]

### Desempenho nas Paradas Musicais
| Ano  | Parada Musical                      | Posição          |
| ---- | ----------------------------------- | ---------------- |
| 2013 | Australian iTunes Chart Performance | Chart debut: #80 |
| 2013 | Austrian Álbum Chart                | 60               |
| 2013 | Belgium Albums Chart                | 186              |
| 2013 | Czech Álbum Chart                   | 36               |
| 2013 | Dutch Albums Chart                  | 59               |
| 2013 | German Media Control Charts         | 67               |
| 2013 | Hungarian Albums Chart              | 17               |
| 2013 | Spanish Álbum Chart                 | 70               |
| 2013 | Swiss Álbum Chart                   | 32               |
| 2013 | UK Albums Top 75                    | 44               |
| 2013 | Estados Unidos (Billboard 200)      | 42               |
| 2013 | U.S. Billboard Hard Rock Albums     | 1                |
| 2013 | U.S. Billboard Independent Albums   | 7                |
| 2013 | U.S. Billboard Tastemaker Albums    | 12               |
| 2013 | U.S. Billboard Top Rock Albums      | 13               |